# Элекмонарское сельское поселение
Элекмонарское (Эликманарское) сельское поселение — муниципальное образование в Чемальском муниципальном районе Республики Алтай Российской Федерации. Административный центр — село Элекмонар.

## История
Элекмонарское сельское поселение на территории Чемальского муниципального района было образовано в результате муниципальной реформы в 2006 году.

## Население
| 2010  | 2011  | 2012  | 2013  | 2014  | 2015  | 2016  |
| ----- | ----- | ----- | ----- | ----- | ----- | ----- |
| 1763  | ↗1766 | ↗1788 | ↗1855 | ↗1878 | ↗1885 | ↗1900 |
| 2017  | 2018  | 2019  | 2020  | 2021  |       |       |
| ↘1885 | ↗1930 | ↗1955 | ↗2005 | ↘1861 |       |       |

## Состав сельского поселения
| № | Населённый пункт | Тип населённого пункта       | Население |
| - | ---------------- | ---------------------------- | --------- |
| 1 | Элекмонар        | село, административный центр | ↗1895     |
| 2 | Каракол          | село                         | ↘5        |